# آورو ۵۰۸
آورو ۵۰۸ (به انگلیسی: Avro 508) یک هواپیمای ساختِ کارخانهٔ آورو در کشور بریتانیا است. این هواپیما در ۱ آوریل ۱۹۱۵ میلادی نخستین پرواز خود را انجام داد.